# فيليب أوليفييه
فيليب أوليفييه هو محامي وسياسي فرنسي، ولد في 30 أغسطس 1961 في جوفيزي سور أورج في فرنسا. نشط حزبياً في التجمع الوطني (1979 – 1979) (1999 – 1999) والتجمع الوطني (2016 – 2016). في انتخابات البرلمان الأوروبي 2019، انتخب عضو في البرلمان الأوروبي عن دائرة فرنسا لترشحه ضمن قائمة التجمع الوطني، وقد انضم خلال فترته النيابية (2 يوليو 2019 – ) للكتلة البرلمانية الهوية والديمقراطية وانتخب عضو المجلس المحلي لإيل دو فرانس ‏ (27 مارس 1992 – 28 مارس 2004).